# 고구려비기
《고구려비기》(高句麗秘記)는 고구려에 대해 다룬 예언서이다.
《당회요》, 《당회요》, 《삼국사기》 에서 언급되며, 고구려의 운수가 다하여 늙은 장군에게 망하게 된다는 내용을 담고 있다. 현재 고구려비기는 존재하지 않으며, 그 자세한 내용 또한 알 수 없다.